# Kneževina
Kneževina odnosi se na oblik vlasti države, na čelu s knezom. Kneževine danas postoje u Europi i kao suverene države. 
Srednjovjekovni Hrvatski vladari Panonske Hrvatske i Primorske Hrvatske obično su nazivani knezovima. 

## Sadašnjost
Kneževine u sadašnjosti su države Monako, Lihtenštajn, Andora, ili određena povijesna područja.
Danas pojam označava pravno suverene kneževine s suverenom područjem ili teritorijem koji je dio druge države (Monarhije), na primjer. Kneževina Asturija u španjolskom kraljevstvu.